# Antonio Hysén
Antonio Hysén, tidigare Anton Glenn Hysén, född 13 december 1990 i Liverpool i England, är en svensk fotbollsspelare som spelar i Division 5-klubben FC Kålltorp.

## Karriär
I sexårsåldern började han spela för Torslanda IK, och efter några år gick han över till Lundby IF. Vid 14 års ålder flyttade han tillbaka till England för att spela fotboll där.
Han är vänsterfotad och spelar offensiv vänsterback. Från 2004 spelade Hysén för BK Häcken, där han hade ett lärlingskontrakt i lagets A-lag. 
Sommaren 2009 skrev Hysén på för Division 1 Södra-laget Utsiktens BK, från 2010 med fadern Glenn Hysén som tränare. Han debuterade för klubben den 8 augusti 2009 i en hemmamatch mot Asmundtorps IF som slutade 3–0. Han gjorde sitt första mål för klubben den 24 juni 2010 i en bortamatch mot Gunnilse IS som slutade 4–2.
I mars 2014 skrev han på ett kontrakt med Myrtle Beach FC, ett lag i den amerikanska fjärdedivisionen.

## TV-medverkan
Under 2012 deltog han i den sjunde säsongen av danstävlingen Let's Dance, som han vann tillsammans med danspartnern Sigrid Bernson. Hysén vann även Let's Dance 10 år.
I tredje säsongen av komediserien Sommaren med släkten i Kanal 5 gjorde Hysén skådespelardebut i rollen som Sigge. Rollfiguren är "toyboy" till affärskvinnan Tintin Montamari, spelad av Tova Magnusson.

## Privatliv
Antonio Hysén är son till Glenn och Helena Hysén. Även hans bror Alexander Hysén och hans halvbror Tobias Hysén är fotbollsspelare.
I mars 2011 gick Hysén ut med uppgiften att han är homosexuell i fotbollsmagasinet Offside. Uttalandet väckte uppmärksamhet och ledde till debatt om förhållandet för homosexuella inom fotbollen.
I augusti 2020 bytte han namn från Anton Glenn Hysén till Antonio Hysén.